# The Song Remains The Same
A The Song Remains The Same az Odaát című televíziós sorozat ötödik évadának tizenharmadik epizódja.

## Cselekmény
A rég nem látott Anna jelenik meg Dean táncosnőkkel teli álmában, elmondja neki, hogy megszökött a Mennyország fogságából, és arra kéri a fiút, sürgősen találkozzon vele egy megadott címen, az Enochiai pecsétek miatt ugyanis ő nem képes megtalálni Deant. Mivel Castiel tudja, hogy a Mennyek börtönéből még senki nem szökött meg, felkeresi Annát, aki beavatja őt a tervébe: arra készül, hogy visszamegy 1978-ba, és megöli John és Mary Winchestert, ezáltal megakadályozza, hogy a fivérek megszülessenek, és Lucifernek pedig Sam által létrejöjjön a porhüvelye. Castiel ellenzi ezt, hiszen Sam a barátja, ám hiába győzködi egykori társát, az egyedül repül vissza az időbe. Mikor Dean és Sam tudomást szereznek a történtekről, azonnal megkérik Cast, menjenek vissza ők is 1978-ba, ebbe az angyal némi győzködés után bele is egyezik; mindhárman a múltbéli Lawrence-be érkeznek.
Mivel Cast az utazás teljesen kimerítette, a fiúk kivesznek neki egy szobát, ahol nyugodtan pihenhet, ők maguk pedig a telefonkönyv alapján kinyomozzák, hol laknak a szüleik, és meglátogatják őket. Mikor Mary ajtót nyit nekik, John előtt -aki úgy tudja, hogy Mary szülei szívrohamban haltak meg- a nő unokatestvéreinek adják ki magukat, így a házigazda betessékeli őket, és meghívja őket egy sörre. Sam eléggé meghatódik, hogy láthatja anyját, amikor is megszólal a telefon; John főnöke az, aki azonnal behívja őt munkahelyére, az autószerelő műhelybe. Míg John egy cédulát maga mögött hagyva, elindul hazulról, Deanék elmondják Mary-nek, hogy mindketten nagy veszélyben vannak, ugyanis az angyalok végezni akarnak velük. Időközben John megérkezik a műhelybe, ahol már csak főnöke holttestét találja, illetve az éppen rátámadni készülő Annát. Deanék azonban még időben megjelennek, és az angyalűző jellel, egy hatalmas fény kíséretében, elteleportálják az angyallányt. John ezután tudja meg az igazságot feleségéről, és a természetfelettiről, így egy kicsit kiakad, végül a csapat az Impalával Mary régi, családi birtokához megy, ahol a természetfelettiek ellen bebiztosított házban találnak menedéket. Itt John felajánlja, hogy saját véréből, megcsinálja a falra és ajtóra az Enochiai pecséteket, illetve Sam elmeséli neki, hogy Mary-hez hasonlóan, őt is apja vitte bele a vadászatba, aki szeretett felesége elvesztése után kezdett bele az efféle az életmódba, és bár nagyon szerette őt, ezt nem tudta neki elmondani, ugyanis meghalt – John nem érti, hogyan nevelheti valaki így a fiát. Míg John távol van, Dean és Sam Mary-nek elmondanak mindent -köztük, hogy ő az anyjuk; hogy 1983-ban meg fog halni-, és megkérik, váljon el Johntól, ugyanis így a sárgaszemű démon nem végezne vele, és gyermekei sem születnének meg, mire a nő felfedi: már késő lenne, gyermeket vár.
John felfedezi, hogy a pecsétek szétkenődtek a falakon, így hasznavehetetlenek, amikor is a házban feltűnik Anna és akkori társa, Uriel, aki a célból tartott Annával, hogy a jövőben ne haljon a Winchesterek kezétől. Miután kezdetét vette a harc a két "csapat" közt, Deant Uriel a földre taszítja, Anna pedig kiüti a házból Johnt, Samet pedig egy falból kitört gerendadarabbal leszúrja, így az összeesik és meghal. Mikor Anna Mary-re is rátámadna, John megjelenik mögötte, és kezét az angyallány fejére téve, porrá égeti, Urielt pedig egy csettintéssel eltünteti. Kiderül, hogy Mary biztonsága érdekében, John engedélyével Mihály arkangyal szállta meg a férfi testét, aki miután elkábította Mary-t, elbeszélget Deannel: szerinte a Winchesterek családfája egészen Káinig és Ábelig nyúlik vissza, és Dean hiába ellenkezik, úgyis igent fog mondani a porhüvellyel kapcsolatban, ugyanis ez a végzete. Ezek után meggyógyítja Samet, kitörli John és Mary emlékeit, majd visszaküldi saját idejükbe a fivéreket, illetve Castielt.
Miután segítettek Castielen, Dean és Sam a történteken kezdenek tanakodni, a múltban pedig John és a kipocakosodott Mary boldogan élik biztonságosnak hitt életüket, és még hisznek benn, hogy az angyalok odafentről vigyáznak rájuk...

## Természetfeletti lények

### Angyalok
Az angyalok Isten katonái, aki időtlen idők óta védelmezik az emberiséget. Eme teremtményeknek hatalmas szárnyaik vannak, emberekkel azonban csak emberi testen keresztül képesek kapcsolatba lépni, ugyanis puszta látványuk nemcsak az emberek, de még a természetfeletti lények szemét is kiégetik, hangjuk pedig fülsiketítő. Isteni képességük folytán halhatatlanok.

## Időpontok és helyszínek
- 2010 eleje – ?
- 1978. ? – Lawrence, Kansas

## Zenék
- Warrant – Cherry Pie
- Molly Hatchet – The Creeper

## Külső hivatkozások
- Supernatural-The Song Remains The Same az Internet Movie Database oldalon (angolul)